# Poorters van Brussel

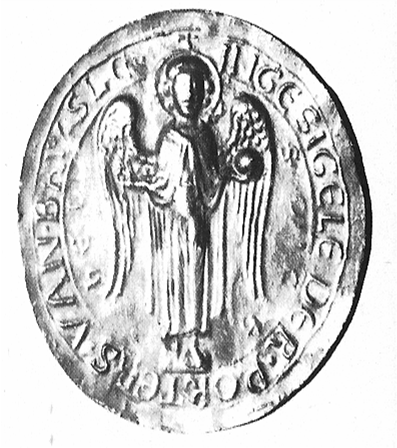
Brussels stadszegel uit 1257 met randschrift: INGESIGELE · DER · PORTERS · VAN · BRUSLE

Poorters van Brussel waren tot 1795 de inwoners die poorterrecht genoten in Brussel. Dit erfelijke statuut verschafte hen politieke en economische rechten, niet in het minst om binnen de stadsmuren een handel of nering te drijven. Inwijkelingen konden het poorterschap kopen. De overige inwoners hadden meestal het statuut van ingezetene, met minder rechten en plichten. Er waren ook buitenpoorters, die het Brusselse poorterrecht hadden gekocht zonder de intentie er duurzaam te wonen.

## Geschiedenis
Waar het poorterschap in de begindagen wellicht was voorbehouden aan wie in Brussel grond bezat, vaak met een steen of poorte op, werd dit al vroeg opengetrokken. Op een 14e-eeuwse toelatingslijst zien we naast rijke notabelen ook boeren verschijnen (binnen de stadmuren werd toen nog veel geteeld). Zowel leden van de zeven geslachten als niet-leden hechtten belang aan het statuut. Vooral in de 15e eeuw waren er edellieden die zich poorter maakten om in aanmerking te komen voor stedelijke bestuursfuncties.
In vergelijking met andere steden kende Brussel relatief weinig poorters. Daar stond tegenover dat de rechtspositie van de gewone ingezetenen niet zo heel veel ten achter bleef bij die van de poorterij.
In de Franse tijd verdween het instituut. De laatste poortersbrieven werden afgeleverd op 10 juli 1795.

## Voorwaarden
In de kern was het poorterschap weggelegd voor wie in Brussel was geboren uit een vader of moeder die poorter was. Formaliteiten waren niet voorgeschreven. Wie buiten de stad ter wereld kwam, zelfs per toeval, of wie geen poorterouder had, viel uit de boot en kon het statuut enkel nog verwerven door aankoop. Die laatste weg stond open voor iedereen met domicilie in Brussel. Naast deze twee categorieën binnenpoorters waren er ook buitenpoorters, voor wie duurzame inwoning geen voorwaarde was.
Leden van de zeven geslachten waren van rechtswege poorter, zonder enige bijdrage te moeten betalen. Lange tijd hadden deze patriciërs exclusief het stadsbestuur in handen, en ook nadat de ambachtsnaties inspraak verwierven, bleven de geslachten politieke voorrechten genieten.
Een vrouw kon het poorterschap verwerven door huwelijk met een poorter. Als ze na de dood van haar man hertrouwde met een niet-poorter, verloor ze haar Brusselse poorterschap. 
Een ongeschreven regel was dat men slechts poorter van één stad kon zijn. Een Brusselaar die zijn domicilie naar elders verplaatste, verloor zijn poorterschap in Brussel. Door een verdrag uit 1297 was er wel verenigbaarheid tussen het poorterschap en het meisenierschap van de heren van Grimbergen.
Het verlenen van poorterschap stond los van de nationaliteit. Om naast poorter ook Brabander te worden, diende men een Brabantisatie of een kleine naturalisatie te bekomen. Er zijn voorbeelden waarbij poorterschap en nationaliteit tegelijk (maar afzonderlijk) werden toegekend.

## Rechten en plichten
De eerste plicht van een poorter was in de oorlog het banier van de gemeente te volgen, behalve als hij in het hertogelijk leger diende. Naarmate de oorlogvoering professionaliseerde, verwerden de wapengilden tot een soort burgerwacht. Onder allerlei voorwendsels probeerde poorters vrijstelling te krijgen van dienst in een wapengilde. 
De rechten van poorters, en bovenal van binnenpoorters, waren niet te versmaden. Enkel de Brusselse schepenbank had rechtsmacht over poorters, onder voorbehoud van de jurisdictie van de Lakengilde in eerste aanleg en van bijzondere rechtbanken zoals de kerkelijke tribunalen. Buitenpoorters hadden hetzelfde voorrecht, maar konden er voorafgaandelijk afstand van doen.
Voorhechtenis en foltering van poorters kon niet gebeuren zonder tussenkomst van het stadsbestuur. Als ze een gevangenisstraf kregen, werd die uitgezeten in de Vroente en niet in de Steenpoort. Als een Brabantse gerechtsdienaar een Brusselse poorter arresteerde, moest hij die overleveren aan de amman en eventuele letsels vergoeden. Het huis van een poorter was onschendbaar: hij kon er slechts worden aangehouden in aanwezigheid van twee schepenen.
In nagenoeg alle Brusselse ambachten, van schilders tot beenhouwers, was het meesterschap voorbehouden aan poorters. Leerlingen, gasten en gezellen konden aan de slag zonder dat statuut. Ook in de accijnsvrije wijk Borgendael kon tot 1776 een beroep worden uitgeoefend zonder lidmaatschap van een ambacht en dus zonder poorterschap.
Haast even belangrijk was dat poorters genoten van alle vrijstellingen en privileges die in de keuren waren toegestaan, onder meer wat betreft de  stadstol en het lepelrecht in het Korenhuis.
Opvallend is voorts dat poorters, ook niet-patriciërs, zich het recht toematen wapenschilden te voeren volgens alle regels van de heraldiek. Dit was misschien niet volkomen rechtmatig, maar het werd minstens gedoogd. Enkel het voeren van kronen en andere aan de adel voorbehouden attributen ging te ver.

## Aankoop door inwoners
Wie zijn domicilie in Brussel had maar niet aan de andere voorwaarden voldeed, kon het poorterschap verwerven door aankoop. Het tarief evolueerde doorheen de eeuwen in stijgende lijn: van twee florijnen in 1339 tot zeventien dubloenen (175 florijnen) in de 18e eeuw. Een deel van het te betalen poortersrecht was verschuldigd aan de stad en een ander deel aan de hertog. De inning ervan werd in sommige periodes verpacht. Kwijtschelding kon worden verleend bij wijze van gunst, iets waar de hertog sneller toe geneigd was dan het stadsbestuur. Vooral wie nieuwe of hoogkwalitatieve vaardigheden meebracht, kwam in aanmerking voor kwijtschelding.
De registratie van het aangekochte poorterschap gebeurde bij de amman, doorgaans rond de tijd dat men in het huwelijk trad en een carrière aanvatte. Men moest hiervoor de eed afleggen op de stadskeur van 1229. De tekst ervan is bewaard in het Swert Boek:
Ick u gelove sekere en sweere dat ick van dese dage voirtaen sal zyn goet en getrouwe onsen genedigen heere den hertoge van Braband ende stadt van Brussel, dat ick niet en sal verraden zyn lant, zyne steden, zyne sloten, zyne ondersaeten, noch zyn volck; de gebode van der stadt ende koeren der selver sal ick hulpen houden nae myn leste macht en nae myn beste wetentheit. Soe hulpe my God en alle zyne heyligen.
De minimumleeftijd was vijftien jaar, maar inbegrepen in het betaalde recht waren alle kinderen van de eedaflegger tot de leeftijd van drie jaar, alsook één kind tot de leeftijd van vijf. Het bewijs werd vermoedelijk geleverd door een doopakte of een ander openbaar document.
Na de eed kreeg de betrokkene een poortersbrief overhandigd, bezegeld door de amman en de schepenen. Deze oorkonde werd zorgvuldig bewaard.
Buitenhuwelijkse kinderen konden het poorterschap slechts aankopen door een toeslag te betalen. Een ordonnantie van 1478 stelde het tarief op zoveel ze konden opbrengen: t'meeste dat men mach. Later volstond een plakkaat van de Rekenkamer en in 1795 werd de discriminatie afgeschaft.
Hoewel er geen wettekst lijkt te zijn geweest die het expliciet verbood, konden joden geen poorter van Brussel worden. Onder keizer Jozef II kwam daar verandering in en liet amman Ferdinand Rapedius de Berg in 1783 de jood Philippe Nathan toe, zij het onder protest van het stadsbestuur en de gilden. Hij legde de eed af more judaico.

## Buitenpoorters
Door een juridische fictie konden niet-inwoners het poorterrecht van Brussel bekomen. Dit buitenpoorterschap liet hen toe te ontsnappen aan de jurisdictie van de lokale heren, terwijl het voor Brussel een uitbreiding van de stedelijke invloed meebracht. Ook bij ridders en baronnen was dit buitenpoorterschap gewild. Omdat deze populariteit de tolopbrengst niet ten goede kwam, verhoogde de stad het te betalen poortersrecht. In 1348 werd een jaarlijkse bijdrage voor buitenpoorters ingevoerd en de verplichting om minstens drie keer zes weken per jaar met het grootste deel van hun familie binnen de stadsmuren te verblijven. Als sanctie op die laatste vereiste werd in 1377 een verhoogde bijdrage en een verlies van tolvrijstellingen vastgesteld, wat dus de mogelijkheid opende om het verblijf af te kopen. Wanneer buitenpoorters drie jaar op rij de vereiste carolusgulden niet betaalden, verloren ze hun statuut. Behalve het betalen van het poortersrecht, moesten buitenpoorters ook de eed van trouw afleggen. Daarna kregen ze een in het Nederlands gestelde poortersbrief.

## Ingezetenen
Wie een jaar en een dag in Brussel woonde, bekwam het statuut van ingesetene of in het Latijn incola (fr). Dit gewoonterecht van incolatus, dat verband hield met de regel stadslucht maakt vrij, is opgetekend in de costumen van 1606 (artikel 225).

## Archieven
Ten gevolge van het Franse bombardement zijn de eigenlijke poortersboeken van Brussel slechts bewaard voor de jaren 1697-1795. Het oudste archivalische stuk is een rond 1356 opgestelde rol met de namen van meiseniers en buitenpoorters uit de ammanie van Brussel. In de 17e eeuw maakte Jan Baptist Houwaert partiële afschriften van poorterslijsten vanaf het jaar 1339.

## Voetnoten
1. ↑  Bijvoorbeeld: Poorte van den Galoyse, Poorte van Coeckelberg, Gouden Poorte, Priemspoerte, Raempoorte, Porta t'Serclaes, Slozenpoorte, Poorte van de Tafelronde, Poorte van Vianen...
2. ↑  Herman Pleij, De sneeuwpoppen van 1511. Literatuur en stadscultuur tussen middeleeuwen en moderne tĳd, 1988, p. 329
3. ↑  Clerbaut, p. 306
4. ↑  Clerbaut, p. 298
5. ↑  Clerbaut, p. 282-284
6. ↑  Clerbaut, p. 199
7. ↑  Clerbaut, p. 413
8. ↑  Clerbaut, p. 201
9. ↑  Clerbaut, p. 288
10. ↑  Paul Bonenfant, Un dénombrement brabançon inédit du XIVe siècle: gens de ménie et bourgeois forains dans l'ammanie de Bruxelles, in: Handelingen van de Koninklijke Commissie voor Geschiedenis, CXXV, 1960, p. 295-345
11. ↑  Philippe Godding, "La bourgeoisie foraine de Bruxelles du XIV au XVIe siècle", in: Cahiers bruxellois, VII-I, 1962, p. 2